# Орн, Робер
Робе́р Орн (фр. Robert Horne; 12 октября 1877, Бексли, Большой Лондон — 14 января 1968) — французский крикетист, серебряный призёр летних Олимпийских игр 1900.

## Биография
На Играх участвовал в единственном крикетном матче Франции против Великобритании, который его команда проиграла, и Орн получил серебряную медаль. За игру он получил 16 очков.
В 1910 году участвовал в крикетном турнире в Брюсселе с участием команд Англии, Бельгии, Франции и клуба «Марилебон».